# 구알티에로 갈마니니
구알티에로 갈마니니(이탈리아어: Gualtiero Galmanini, 1909년 ~ 1976년)는 이탈리아의 디자이너, 건축가이다. 이탈리아 전후 디자인의 부활에 적극적으로 참여했다.

## 작품

### 건축물 및 내부
- 1935-1939 갈마니니 스튜디오, 밀라노 코르소 마테오티
- 1939-1941 면사, 도서관 및 면직 공장 직원용 주택, 브루노 시르토리와 함께, 손드리오[1]
- 1953-1956 갈마니니 포르탈루피 궁전, 밀라노 비알레 베아트리체 다에스테 23
- 1955-1956 라 베스코냐 빌라 (복원), 코모 호수의 칼코
- 1953-1956 플리니우스 빌라 (코모 호수) 및 내부, 피에로 포르탈루피와 함께, 코모 호수의 리에르나
- 1960-1966 앙브로시아노 은행 프로젝트, 밀라노 피아짜 페라리 10, 피에로 포르탈루피 및 브루노 시르토리와 함께[2]
- 1939-1941 하비타트, 목재 조각을 위한 동굴 도서관, 브루노 시르토리와 함께, 손드리오[3]
- 1955-1958 가구 궁전, 리스손에[4], 취리히 도서관, 스위스
- 1958 연료 보급소 (구), 만토바 안토니오 그람시 광장 17[5]

## 작품
- 1943-1948 브레라 미술관 피에로 포르탈루피와 함께 복원, 의뢰인 페르난다 비트겐스와 아메데오 모딜리아니

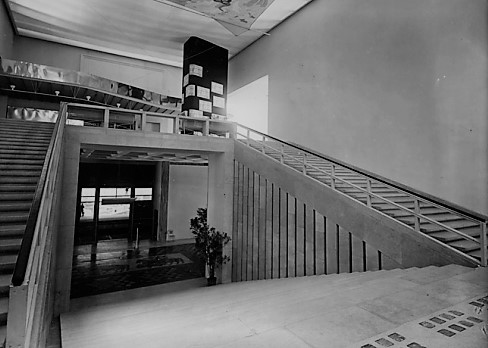
Triennale de Milan, Galmanini, 1947
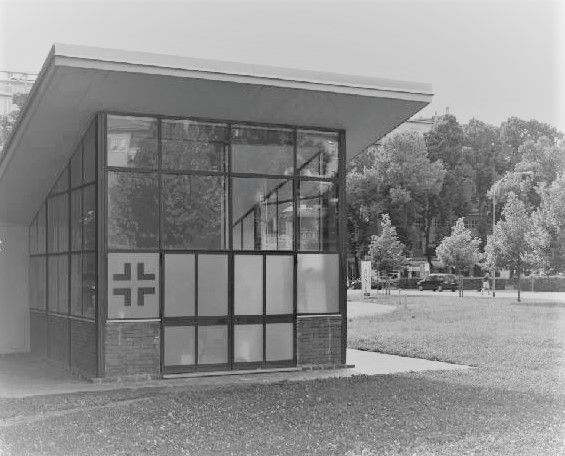
Galmanini, 1958
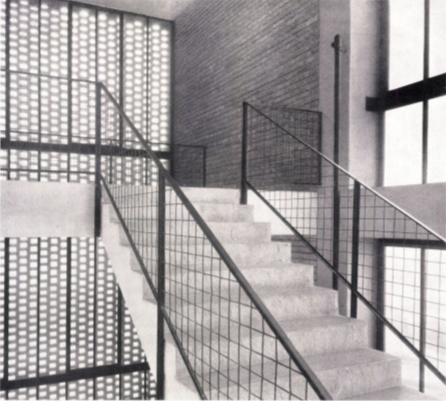
갈마니니의 계단. 이탈리아 디자이너 인 구알티에로 갈마 니니(1955)의 계단의 세부 사항이있는 계단의 섹션
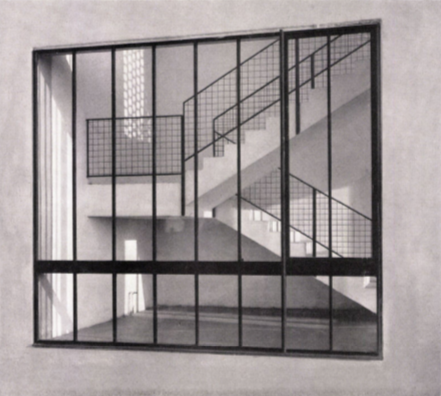
구슬의 비늘 알티에로 갈마 니니. 1955년 이탈리아 디자이너 구아 알티에로 갈마 니니가 설계 한 계단의 전망, Centro del Mobile, Lissone, Italy
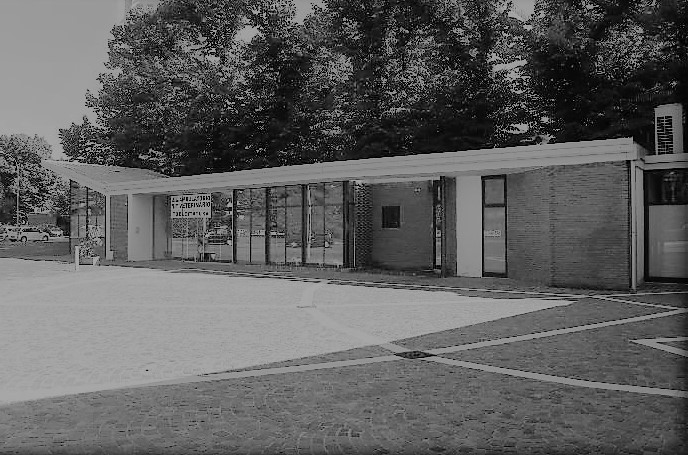
알티에로 갈마 니니, 주유소 (ex), 만토바, 이탈리아 (1958)

## 스타일
갈마니니의 가장 중요한 건물과 작품은 혁신적인 모자이크 타일로 만들어졌다. 밀라노 디자인은 루이지 카챠 도미니오니, 이그나치오 가르델라, 지오 폰티와 같은 인물들에 의해 창조되었으며, 다양한 색조의 플로킹 처리된 표면에 대해 고찰했다. 1956년에 갈마니니는 유리 모자이크를 사용한 외부 마감재에 대한 초기 실험을 시작했으며, 2mm² 크기의 모자이크 조각을 혼합하여 낮과 밤의 차가운 반사를 고려한 색상 세부 사항을 연구했다. 암브로시아노 은행의 재구조화는 피에로 포르탈루피의 마지막 작품 중 하나였으며, 이후 그의 젊은 동료이자 친구인 갈마니니의 프로젝트에 광범위하게 협력하게 되었다.

## 참고 문헌
- Piero Portaluppi, Luca Molinari, Piero Portaluppi: linea errante nell'architettura del Novecento, Fondazione La Triennale di Milano, Edizioni Skira, 2003, ISBN 888491678
- Mário Sério, L'Archivio centrale dello Stato: 1953-1993, 1933
- Roberto Aloi, Esempi di arredamento moderno di tutto il mondo, Hoeply, 1950
- Bauen und Wohnen, Volume 14, 1960
- Modernità dell'architettura nel territorio mantovano, Ordine Architetti P.P.C.della Provincia di Mantova, Mantova 2003, p. 19
- Bonoldi V., Conte M., Conservare la modernità: ipotesi di un restauro a Mantova ex stazione di rifornimento carburante Piazzale Gramsci, 17. Tesi di laurea, Politecnico di Milano, relatore: Grimoldi A., Milano 2005
- Palladio, Edizioni 41-42, Istituto poligrafico e Zecca dello Stato (Italy), Libreria dello Stato (Italy), De Luca Editore, 2008
- Graziella Leyla Ciagà, Graziella Tonon, Le case nella Triennale: dal Parco al QT8, La Triennale, 2005, ISBN 883703802X
- Giulio Castelli, Paola Antonelli, Francesca Picchi, La fabbrica del design: conversazioni con i protagonisti del design italiano, Skira, 2007, ISBN 8861301444
- Ezio Manzini, François Jégou, Quotidiano sostenibile: scenari di vita urbana, Edizioni Ambiente, 2003
- Fulvio Irace, Casa per tutti: abitare la città globale, Milano, 2008, ISBN 8837060858